# Vallina (Fabriano)
Vallina è una piccola frazione di 25 abitanti, nel comune di Fabriano, a 437 m s.l.m.
La sua origine risale al Barocco, come testimonia la piccola cappella dedicata a San Giorgio.
Restaurata dopo il drammatico terremoto del 1997,
si presenta come un borgo adagiato sull'omonima valle (da qui il nome Vallina).

## Frazioni limitrofe
Vallina fa parte di un numeroso gruppo di frazioni che si estende dal comune di Fabriano al comune di Sassoferrato, costeggiando l'appennino Umbro-Marchigiano. Le più importanti sono: Bastia, Campodiegoli, Casalvento, Coccore, Coldipeccio, Cupo, Fontanaldo, Marena, Marenella, Marischio, Melano, Montebollo, Morentella, Pantana, Pascelupo, Perticano, Piaggiasecca, San Cassiano, San Felice, Rucce, Viacce.

## Leggende
Numerose leggende accompagnano Vallina nel suo cammino ultra centenario. La più singolare è quella della sua creazione.
La leggenda narra che Vallina, Cupo e Bastia erano anticamente un solo paese. Un forte terremoto si scagliò su di esso e fece allontanare via via le varie abitazioni tra di loro. Solo l'intervento della Madonna pose fine a questo scempio con un'esclamazione perentoria: Basta! Ecco spiegato, sempre secondo la leggenda, il nome di una delle tre frazioni, Bastia.
Un'altra è quella del curvone di Vallina. La strada per Vallina è pressoché in rettilineo, tranne una grande curva finale, che una volta percorsa, fa apparire finalmente la frazione. Durante la seconda guerra mondiale, i tedeschi, si inoltrarono per la via di Vallina ma, non vedendo abitazioni, tornarono indietro, pensando che la strada finisse nei campi.
Fortunosamente non si accorsero che l'abitato era dislocato immediatamente dopo quella curva.
E così Vallina e i suoi abitanti si salvarono dall'occupazione.

## Fatti di Cronaca
Comunque, leggende a parte, la zona di Vallina è tragicamente salita agli onori della cronaca durante la seconda guerra mondiale: in uno lo scontro tra truppe tedesche e partigiani fabrianesi, sei di essi vi persero la vita, come testimonia la targa affissa sopra la fontana nella piazza principale.

## Appuntamenti e manifestazioni
Il 15 agosto si svolge la processione della Madonna, alla quale partecipano tutti gli abitanti e numerosi forestieri originari del luogo.
Fino al 2013, nei mesi di dicembre e gennaio, si svolgeva il "Presepe vivente dei bambini della vallata".

## Curiosità
- Nel periodo estivo Vallina quintuplica il suo numero di abitanti arrivando fino alle 100 unità circa.
- Da Vallina, passando per la vicina Bastia, si accede ad una strada molto panoramica che giunge in loc. Val di Ranco alle pendici del Monte Cucco. Questa strada risale il monte Testagrossa fino a valicarlo e giungere in territorio umbro. È però dismessa e molto rovinata in quanto territorio marchigiano[3].
- Il 22 giugno 2013, dopo circa 60 anni dall'ultima cerimonia nuziale, si è svolto nella Chiesa di San Giorgio il matrimonio tra Beatrice e Nico, dove tutto il paese è stato addobbato a festa per l'occasione[4].

## Monumenti e luoghi d'interesse
- Chiesa di San Giorgio

## Sport
- Lo sport praticato fino alla fine degli anni ottanta era la Ruzzola[5]
- Volo libero in Deltaplano
- Escursionismo
- Pesca sportiva
- Gioco delle Bocce

## Galleria d'immagini

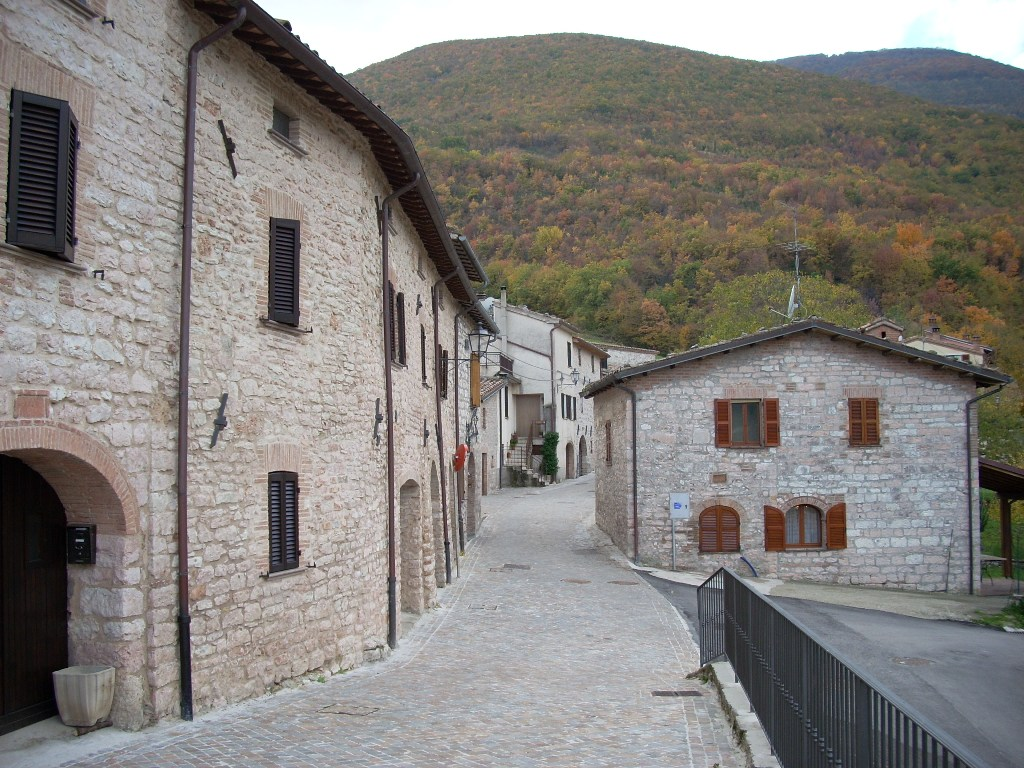
Vallina - Borgo
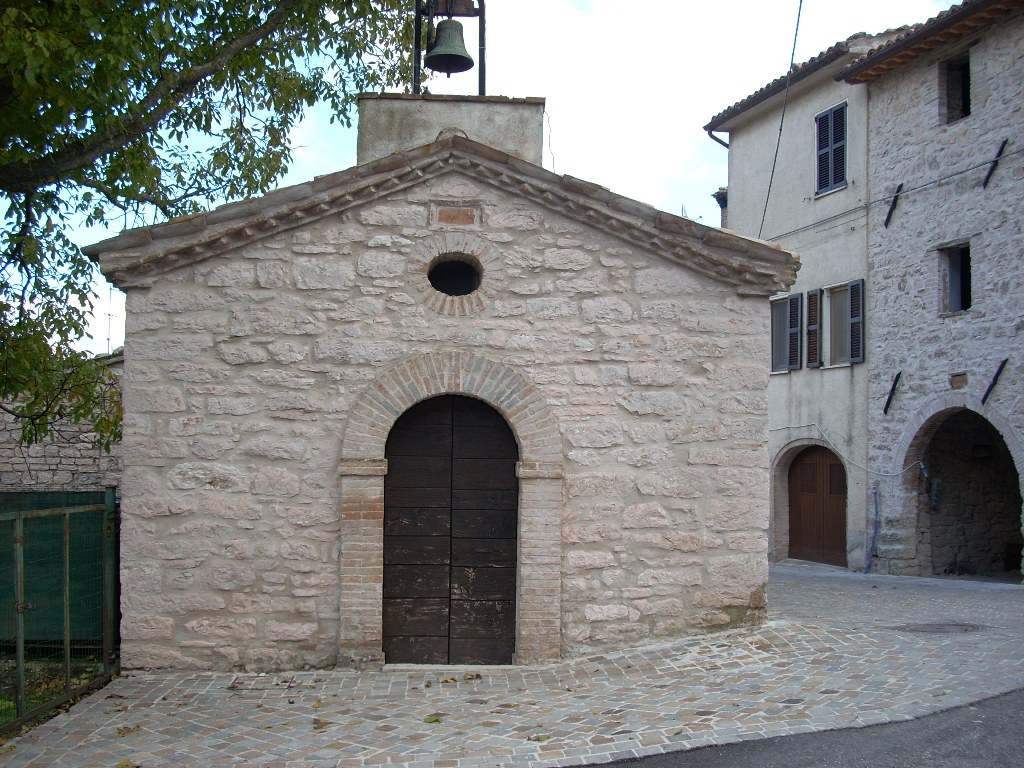
Vallina - Chiesa S.Giorgio
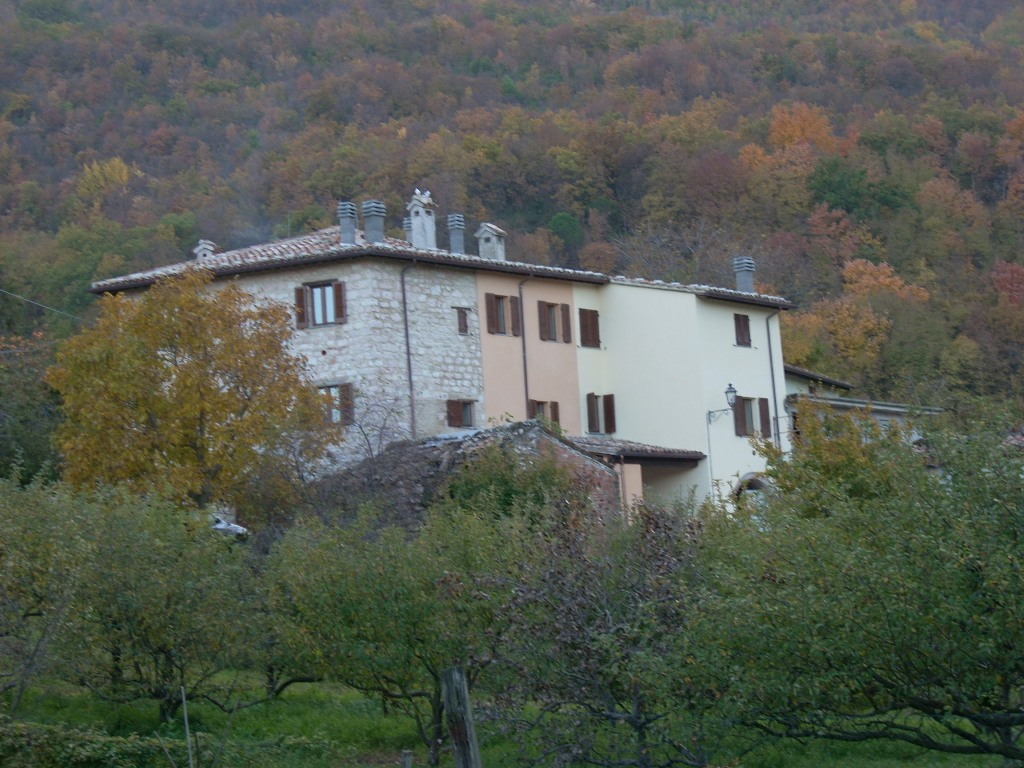
Vallina - Loc. Rangadalto
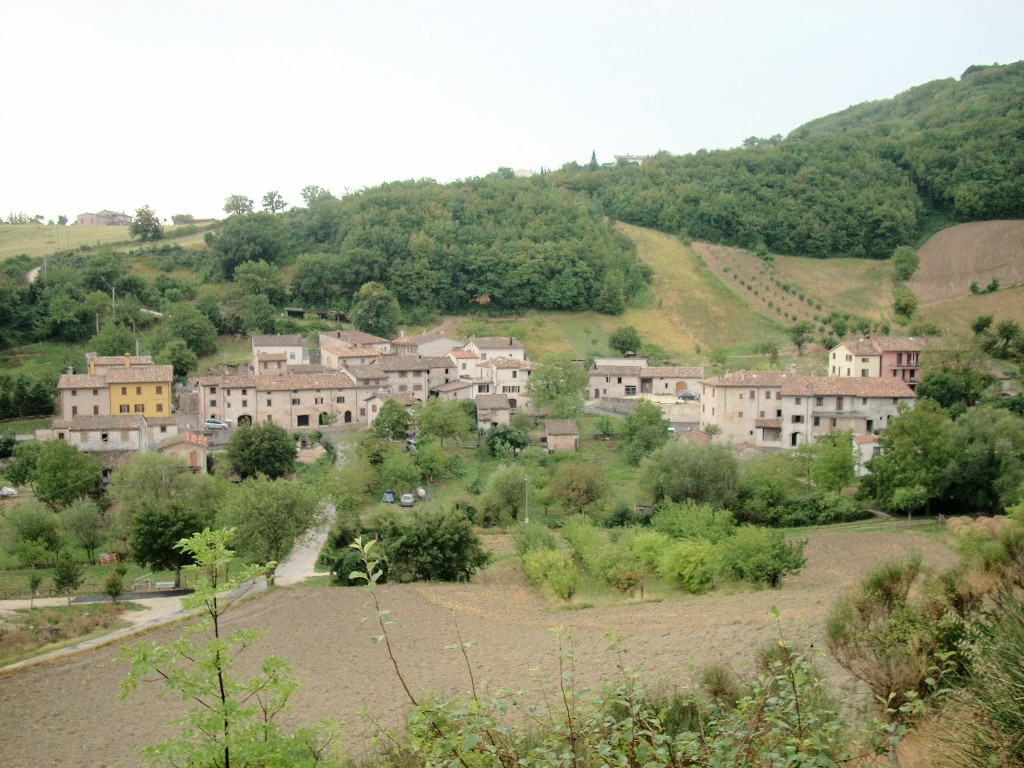
Vallina - Panorama
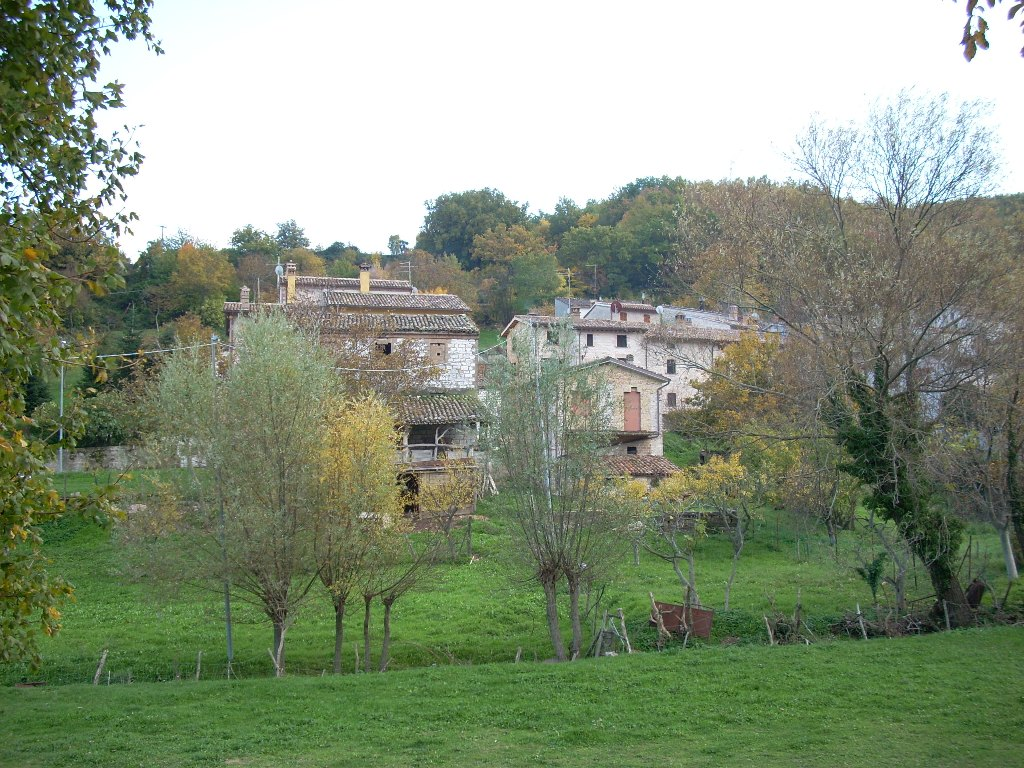
Vallina - Scorcio dalla strada per Bastia
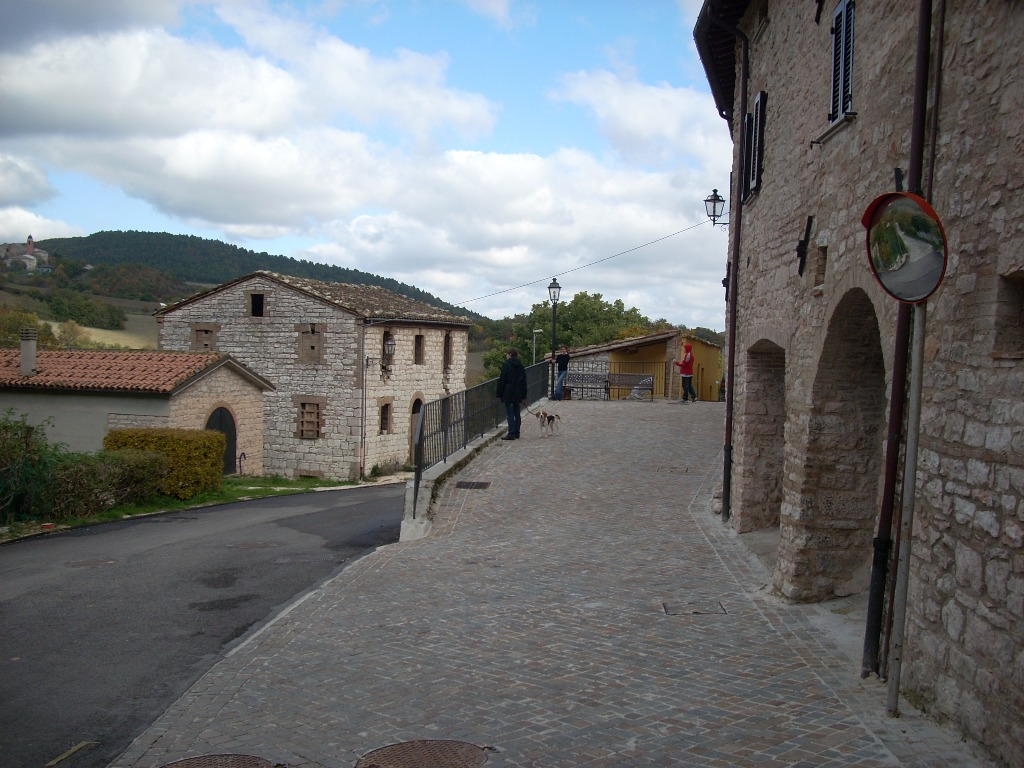
Vallina - Strada per Fabriano
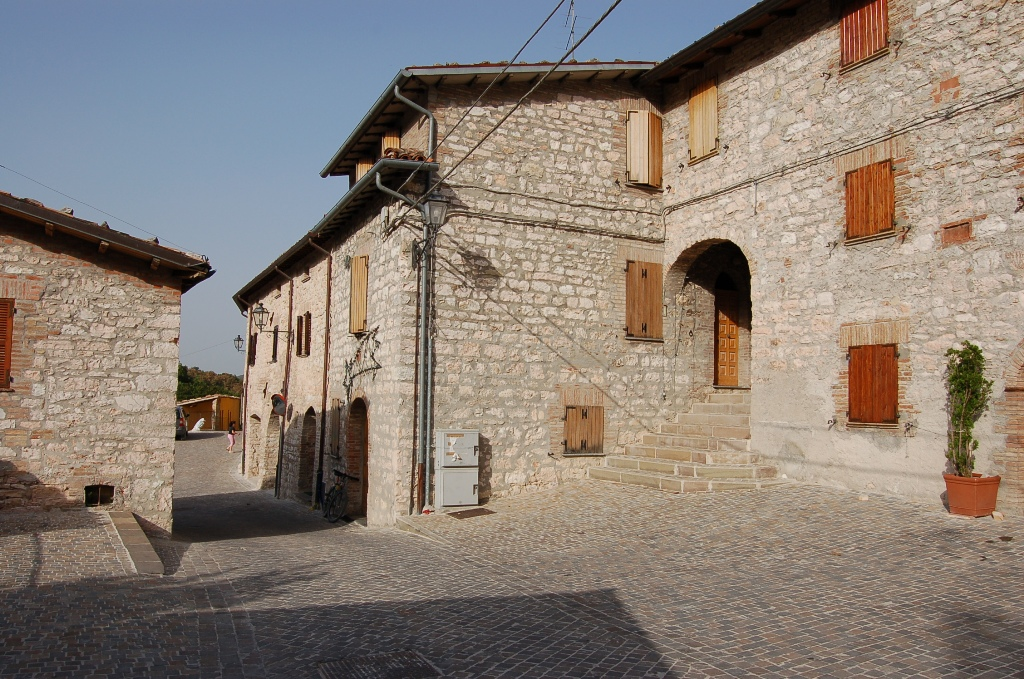
Vallina - Piazzetta
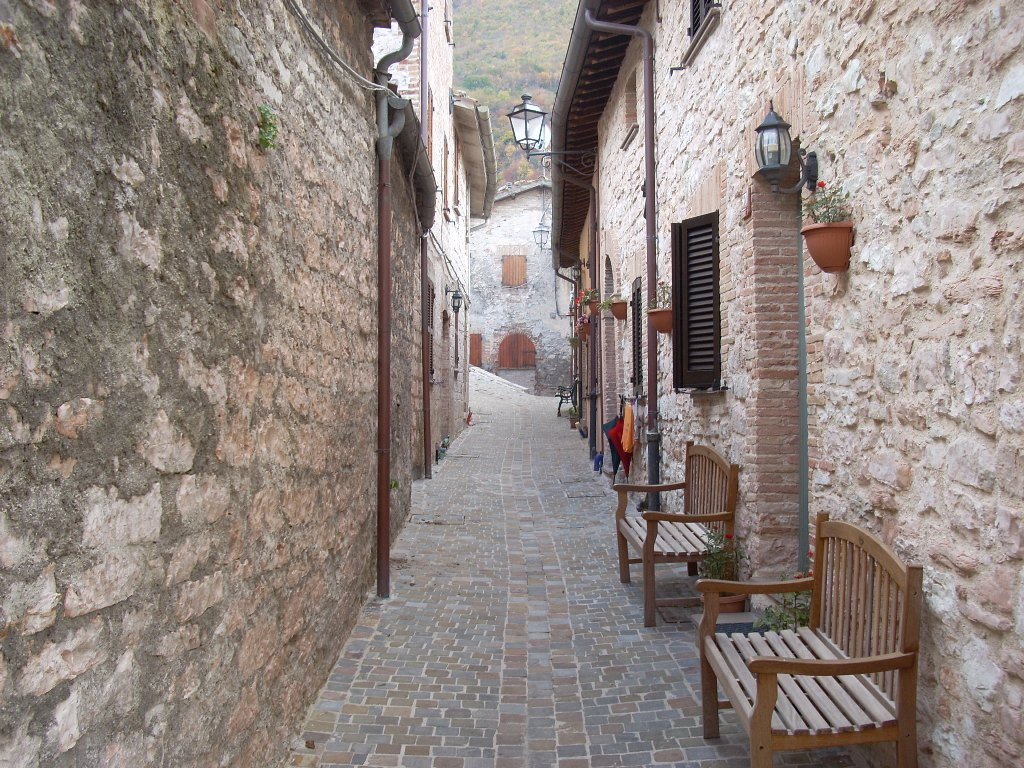
Vallina - Vicolo